# Khaled Ibrahim
Khaled Ibrahim (Arabic:خالد إبراهيم) (sinh ngày 17 tháng 1 năm 1997) là một cầu thủ bóng đá Các Tiểu vương quốc Ả Rập Thống nhất. Hiện tại anh thi đấu cho Al-Wahda.